# 라이트 플라이어

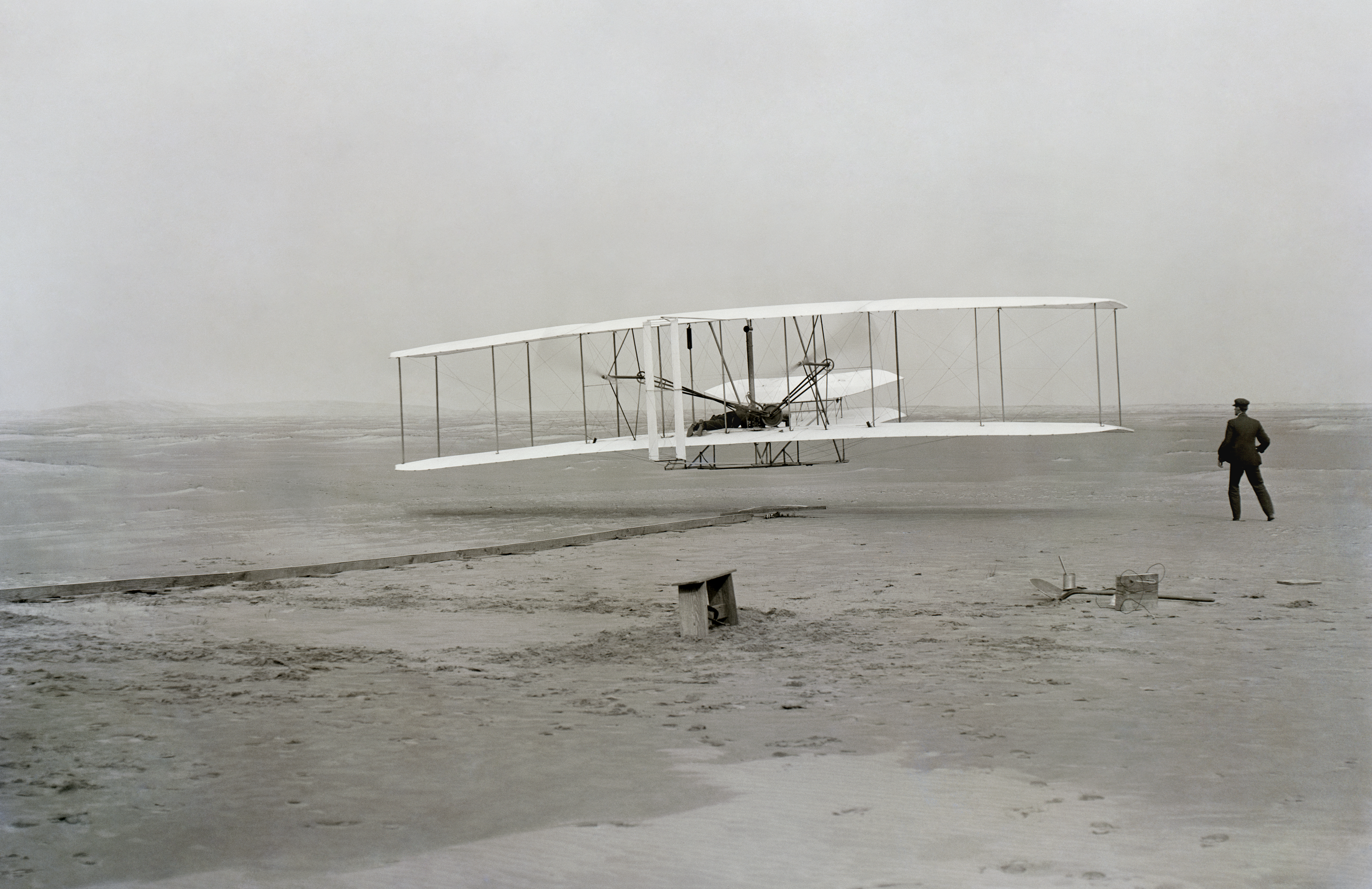

라이트 플라이어(영어: Wright Flyer) 또는 플라이어 1호(영어: Flyer I)는 미국의 기계기술자인 라이트 형제가 발명/비행을 성공시킨 세계 최초의 동력 비행기이다. 원래는 글라이더였다가 라이트 형제가 엔진과 프로펠러를 추가해 만들은 것이다. 1903년 12월 17일 키티호크 해안에서 이 기계는 12초 동안 36.5m를 날았는데, 이것은 세계 최초의 동력비행이었다. 그러나 관객들은 추운 날씨 탓인지 5명 뿐이었고, 이것을 못 믿는 기자들도 많았다.

## 비행 실패
형제는 3일 전인 12월 14일에 비행에 나섰다. 이때 기체는 아무 이상 없었다. 형 윌버가 먼저 올랐다가 비행했는데, 이륙도 하지 못하고 추락했다. 윌버는 부상을 당했는데, 매우 큰 부상은 아니었다. 1년 후인 1904년에 신문 기자들을 초청하여 새로 제작한 플라이어 2호를 타고 비행하였는데, 결국 실패하였다. 이에 기자들은 형제가 지난번에 비행한 것도 거짓말이라면서 투덜대는 기자들도 생겨났다.

## 최초의 동력 비행과 플라이어 3호
1903년 12월 17일에 라이트 형제는 키티호크 해변으로 나가 최초의 동력 비행을 성공시켰다. 이때 항공기는 12초 동안 36.5m를 날았다. 이륙 직전에 동생 오빌이 올라탔고, 형 윌버가 승강타를 조작하자 비행기가 떠올랐다. 그 후 1905년에 그 전까지의 성과를 바탕으로 가끔씩 조종불능에 빠지는 플라이어 2호를 폐기하고(엔진만을 제외하고) 상당부분을 개량한 플라이어 3호를 제작했다. 다만 플라이어 3호의 1905년 6월 23일의 첫비행은 모두 10초를 넘기지 못했으나 이후 7월 14일의 추락으로 인해 오빌의 척추가 어긋난 사고 이후 엘리베이터와 러더의 크기를 키우고 주 날개와의 거리를 늘리는 개량을 하자, 9월 26일에서 10월 5일 사이에 있었던 비행시간과 비행거리가 획기적으로 향상된다. 이 시기에 형 윌버가 플라이어 3호에 올라타서 기록한 최장시간 최장거리는 38분 동안 약38km(24.5마일)이었다.